# Catllar
Catllar település Franciaországban, Pyrénées-Orientales megyében. Lakosainak száma 724 fő (2022. január 1.). Catllar Eus, Prades, Ria-Sirach, Campôme és Molitg-les-Bains községekkel határos.

## Földrajz

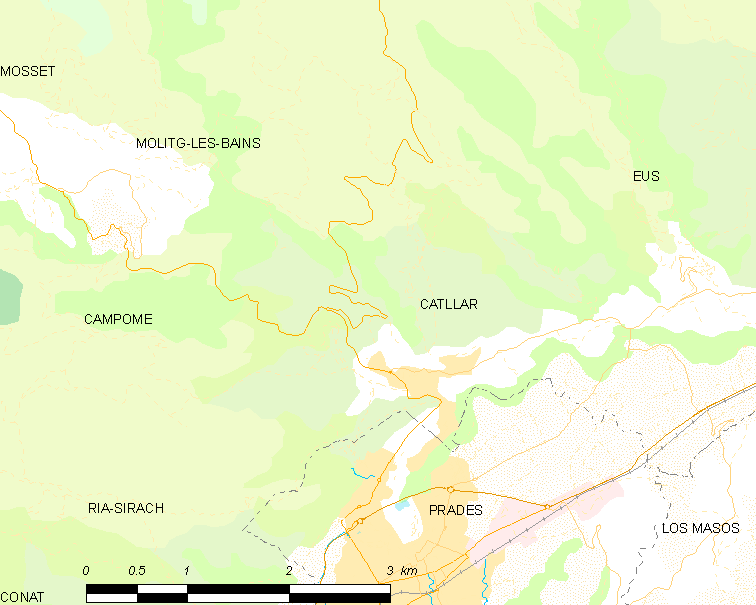
Catllar és környéke

## Népesség
A település népességének változása:
| Lakosok száma | 707  | 748  | 783  | 771  | 777  | 780  | 761  | 743  | 724  |
|               | 2013 | 2015 | 2016 | 2017 | 2018 | 2019 | 2020 | 2021 | 2022 |